# Левашов, Василий Иванович (подпольщик)
Васи́лий Ива́нович Левашо́в (17 марта 1924 — 10 июля 2001) — участник подпольной антифашистской организации «Молодая гвардия».

## Биография

### До войны
Василий Левашов родился 17 марта (по другим данным 24 июня) 1924 года в городе Амвросиевке Сталинской области (ныне — Донецкая область Украины). В 1930 году семья переехала в село Воронково Рыбницкого района Молдавской ССР, где отец Василия работал главным механиком МТС. С 1931 года Левашовы жили в Краснодоне. В 1932 году Василий поступил в первый класс школы № 1 имени А. М. Горького. В 1939 году стал членом ВЛКСМ.
Василий Левашов перешёл в 10-й класс, когда началась Великая Отечественная война. С приближением фронта в сентябре 1941 года в числе многих краснодонцев едет работать на Сталинградский тракторный завод. Когда фронт был приостановлен, в феврале 1942 года, Василий вместе с Анатолием Поповым возвратился в Краснодон и продолжил учёбу в десятом классе.

### Антифашистская деятельность
В апреле 1942 года Краснодонский райком комсомола направил Василия Левашова вместе с Владимиром Загоруйко, Сергеем Левашовым и Любой Шевцовой на учёбу в Ворошиловградскую школу подготовки партизан и подпольщиков. В июне группа радистов, в которую входили двоюродные братья Василий и Сергей Левашовы, прошла парашютную подготовку. В начале августа Василий Левашов в составе диверсионной группы был заброшен в тыл противника. В течение месяца они уничтожали вражеские объекты, собирали разведданные о противнике, которые передавались Василием в Штаб партизанского движения. 29 августа во время очередной радиосвязи фашисты окружили группу. С большим трудом им удалось выйти из окружения. Было принято решение продвигаться к Донбассу и каждому переходить на легальное положение.
5 сентября 1942 года Василий вернулся в Краснодон. Здесь он стал одним из руководителей антифашистской молодёжной группы, затем членом штаба подпольной комсомольской организации «Молодая гвардия». Как один из руководителей организации работал над расширением рядов подпольщиков, писал и распространял листовки, участвовал в боевых операциях, занимался приобретением оружия и боеприпасов. Когда начались аресты, в январе 1943 года, Василий ушёл в город Амвросиевку, скрывался у родственников, которые помогли ему пережить ещё несколько месяцев оккупации. Только в августе он сумел перейти линию фронта, а 20 сентября 1943 года был зачислен рядовым пулемётной роты 1038-го стрелкового полка 295-й стрелковой дивизии. Принимал участие в форсировании Днепра, освобождал города Херсон, Николаев, Одессу, Кишинёв. В апреле 1944 года командование направило его на офицерские курсы. По возвращении в часть был избран комсоргом батальона, затем полка. Освобождал Варшаву, штурмовал Берлин. В 1944 году был принят в члены КПСС.

### После войны
В августе 1945 года военнослужащий 1038-го стрелкового полка 295-й стрелковой дивизии лейтенант Левашов был направлен на курсы при Ленинградском политическом училище имени Энгельса, а в 1947 году после их окончания — на Военно-морской флот. До 1949 года служил на Чёрном море, на крейсере «Ворошилов», с 1949 по 1953 годы учился в Военно-политической академии имени Ленина. После окончания учёбы служил на военных кораблях Краснознамённого Балтийского флота: был заместителем командира эскадренного миноносца «Стойкий» и крейсера «Свердлов». С 1973 года работал старшим преподавателем кафедры партийно-политической работы (доцент) Высшего военно-морского училища радиоэлектроники имени А. С. Попова в Петродворце. Окончил службу в звании капитана 1-го ранга. С 1991 года и до конца жизни — член РКРП.
В журнале «Костёр» в номерах 9, 10, 11 за 1968 год были опубликованы воспоминания Левашова о подпольщиках «Молодой гвардии» — документальная повесть «Это было в Краснодоне».
Был предпоследним из оставшихся в живых молодогвардейцев. 22 июня 2001 года составил «Обращение последнего молодогвардейца к молодёжи», не зная про Ольгу Сапрыкину.
Умер 10 июля 2001 года, похоронен 13 июля на военном кладбище Старого Петергофа в Санкт-Петербурге. После него последним членом организации являлась Ольга Сапрыкина.
Семья: жена — Нинель Дмитриевна, дочь Мария и внучка Нелли, названная в честь бабушки.
Левашов выдвинул альтернативную версию гибели «Молодой Гвардии»: подпольщики напали на немецкие автомобили, похитили подарки. Это видел 12-летний подросток, которому передали за молчание подарки (блок сигарет). Подросток направился на рынок и был задержан полицаями. Показал на Почепцова. В результате обыска был найден список на 70 человек распределения подарков к Новому году. Всех арестовали. В итоге произошёл разгром организации (интервью 3 мая 1998 года газете «Завтра» и затем «Военно-историческому журналу»).

## Награды
- Ордена:
  - Красной Звезды — за участие в освобождении Херсона. Приказ 295-й стрелковой дивизии от 29 марта 1944 года № 011/н.
  - Отечественной войны 2-й степени — за освобождение Варшавы. Приказ частям 32-го стрелкового корпуса от 8 марта 1945 года № 021/н.
  - Отечественной войны 2-й степени — за участие во взятии Кюстрина. Приказ частям 32-го стрелкового корпуса от 3 апреля 1945 года № 032/н.
  - Отечественной войны 1-степени — за взятие Берлина. Приказ частям 32-го стрелкового корпуса от 18 мая 1945 года № 047/н .
  - Отечественной войны 2-й степени. Указ Президиума Верховного Совета СССР от 11 марта 1985 года.
  - «За службу Родине в Вооружённых Силах СССР» 3-й степени.

- Медали, в том числе:
  - «За освобождение Варшавы». Указ от 9 июня 1945 года.
  - «За взятие Берлина». Указ от 9 июня 1945 года.
  - «За победу над Германией в Великой Отечественной войне 1941—1945». Указ от 9 мая 1945 года.
  - «Партизану Отечественной войны» 2-й степени. Приказ Украинского штаба партизанского движения от 8 мая 1947 года.
  - «За боевые заслуги». Указ от 5 ноября 1954 года.